# Hyperolius protchei
Hyperolius protchei és una espècie de granota de la família dels hiperòlids que viu a Angola.